# Casa de cos

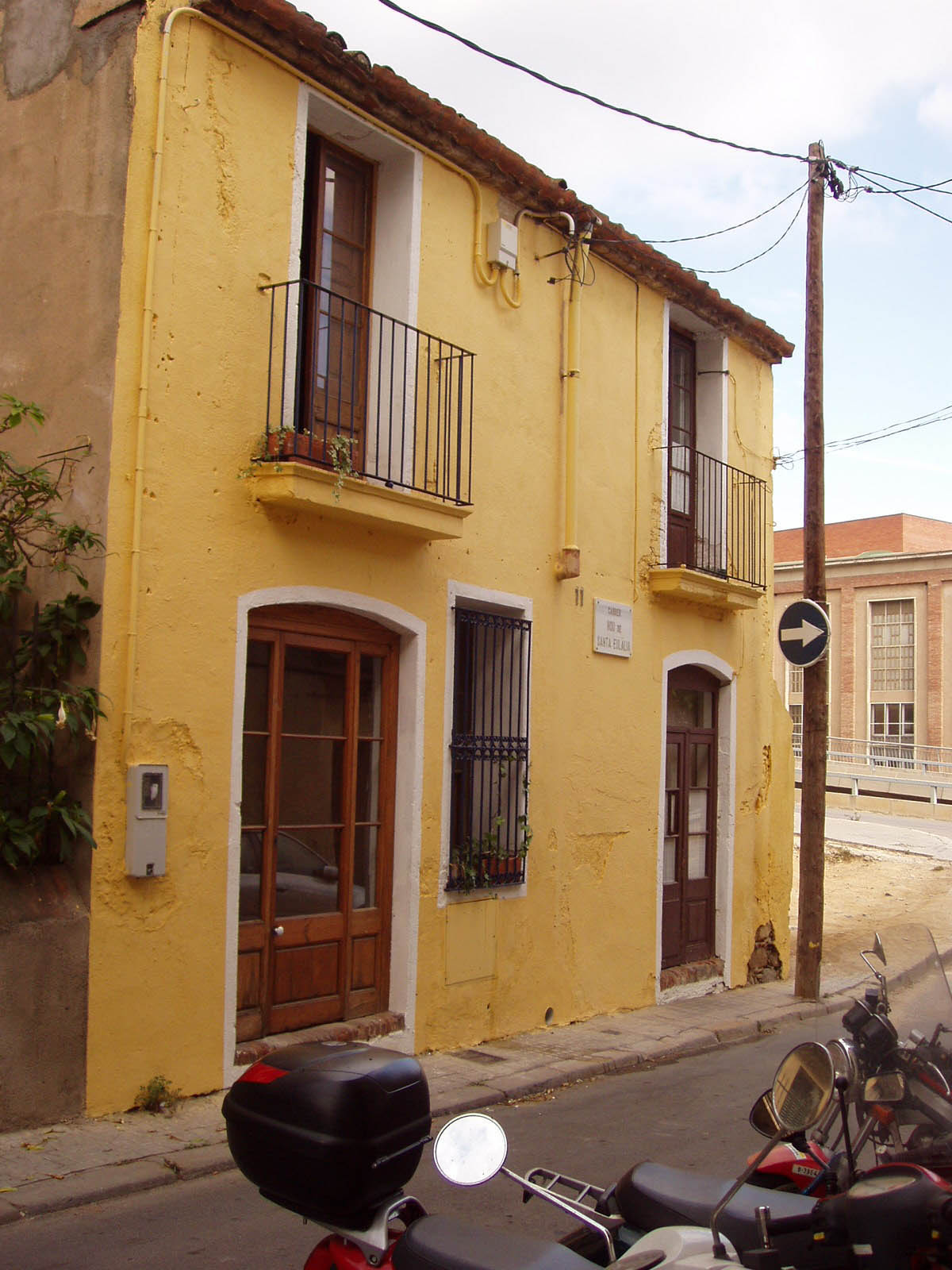
Dues cases de cos al barri de Sarrià (Barcelona)

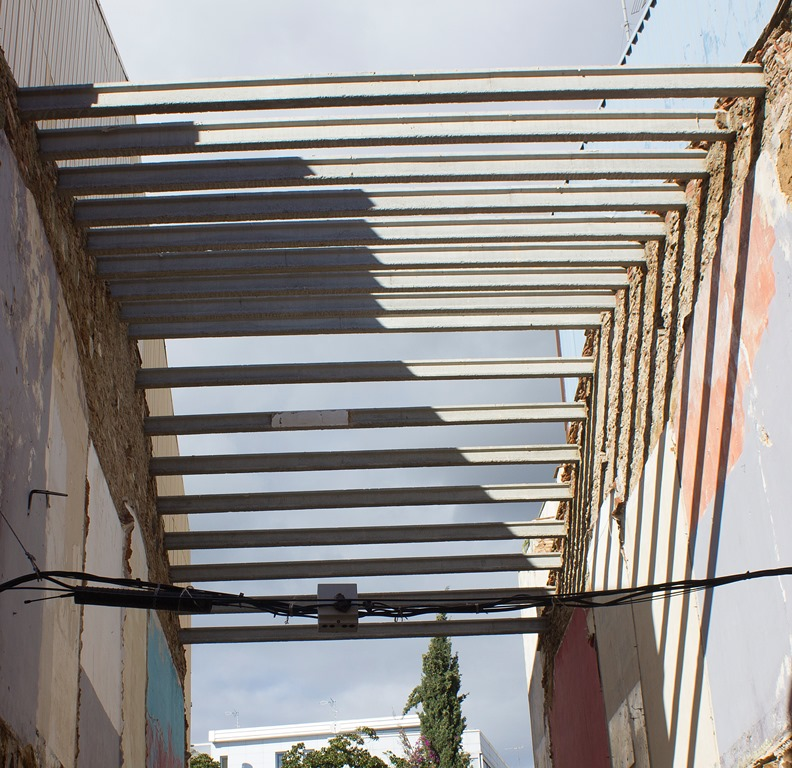
Cos entre dues parets paral·leles que suporten el sostre de bigues

La casa de cos o casa d'un cos és la casa urbana tradicional de les viles i ciutats de Catalunya, construïda en un cos, pati o solar. Constitueix el tipus més estès de casa unifamiliar que es desenvolupà durant el període preindustrial i de la industrialització, en paral·lel a la urbanització dels nous eixamples urbans durant segona meitat del segle xix.
El mot cos (plural cossos) o crugia designa l'àmbit entre dues parets paral·leles que suporten el sostre de bigues o de volta. L'amplada de la crugia tradicional en les masies i les cases de cos és l'adequada per tal que les bigues no fimbregin o l'empenta de les voltes sigui moderada per no haver de fer contraforts en els murs. Usualment, l'amplada de la crugia o cos era de 25 pams, si bé s'admet que l'amplada pot estar compresa entre els 20 o els 30 pams. (1 pam de Barcelona equival a 19,43 cm; 25 pams són 4,85 metres.)
La casa de cos es compon de planta baixa i un pis. A la planta baixa, s'entra per un espai que usualment era de treball, on es tenien els estris de la feina, tant dels homes com de les dones, així com la bóta del vi, cadires i taules, etc. L'escala amb un rebost o carner sota la volta donava pas a la cuina amb el foc adossat al racó amb un ampli faldar, la pica i les lleixes per als estris i els plats i cassoles. A la cuina, també s'hi menjava i es feia la vida al voltant de la taula. Al pis hi havia dues cambres, la cambra principal era el dormitori dels caps de família, usualment tenia la forma de sala i alcova, com a reminiscència de les alcoves de les masies, que eren el model per a les dependències privades propi de les classes benestants. L'altra habitació era per als fills, avis i resta de la família.
Des de la cuina se sortia a un pati o eixida amb un petit hort, i al fons o al costat el galliner i, si n'hi havia, la cort del porc. La comuna era en algun lloc de l'eixida i normalment amb un pou mort que es buidava periòdicament. En les cases donant a dos carrers (com a Sant Cugat del Vallès, Vilassar de Dalt i altres poblacions), al darrere o al final de l'eixida hi havia la cavallerissa del cavall o mul, i l'arada i estris del camp si els estadants feien de pagès. En determinats indrets, en el pati hi havia un pou d'aigua o un pou d'accés a l'aigua d'una mina (Gràcia, Sarrià, etc.), si bé el sistema més estès d'abastament d'aigua eren els aforaments, els quals, així com el clavegueram, s'imposaren en avançar la pràctica d'un urbanisme higienista.
Les cases de cos formaven i formen encara agrupacions lineals i fileres al llarg de molts carrers de pobles i viles del Principat, ja que des del segle xix eren el resultat d'actuacions planificades de parcel·lació del sòl, que havien de ser aprovades per les autoritats des de la incipient administració urbanística de l'època que portaven a terme uns ajuntaments molt poc tecnificats. De fet, un agutzil o un paleta local traçava els eixamples a cordill, és a dir, mitjançant un cordill tensat entre dues estaques que defineix l'eix del carrer. Posteriorment, el propietari de la finca o del tros anava al notari i la dividia en solars d'un cos, amb la varietat de mides que hem comentat. En funció de les necessitats i l'economia dels possibles adquirents, s'adoptaven mides grans per al cos com a Gràcia, on la mida dels solars és de 30 pams, o fins a gairebé un cos i mig, com a la plaça d'Isabel II (actualment plaça de Barcelona) de Sant Cugat del Vallès, on la parcel·lació fou en solars de 40 pams.
La composició i façanes de les cases d'un cos comporta unes conseqüències notables en l'estètica final dels carrers. Les façanes tradicionals de les cases de cos generalment tenen tres forats: el portal, el balcó i la finestra de planta baixa. Aquestes obertures es caracteritzen per la seva disposició asimètrica en la façana d'una casa. El balcó generalment se sobreposa al portal d'entrada, el qual té la finestra al costat i, quan hi ha finestra addicional al pis, aquesta està disposada en el mateix eix vertical de la de sota. La regla àuria o regla del nombre d'or, en forma aproximativa i espontània, és present en les construccions tradicionals i fou usada conscientment, com argument de composició, en les reformes o rehabilitacions de cases urbanes de cos o de renda, tant pels mestres d'obres com pels arquitectes modernistes o noucentistes que intervingueren en els processos de renovació urbana en el segle xix o primer terç del segle xx.
En les fileres o agrupacions, les disposicions aparionades amb l'eix de simetria sobre la mitgera o amb molta més freqüència en les disposicions juxtaposades, repetint la composició amb la mateixa orientació (carrers d'Iborra i de Canet a Sarrià), donen lloc a conjunts lineals de diferent llargària, fileres de cases iguals o simètriques, enllaçades amb una sèrie d'elements com són: els ràfecs de teules de tortugada o els diversos tipus de coronament, com la cornisa de maons col·locats per punta, fins als remats més elaborats fets amb arquitraus o caps de biga, o els davantals ornamentats amb peces ceràmiques provinents dels terrissers o de les bòbiles locals. També hi ha les balustrades clàssiques fetes amb peces de morter modelat per petits tallers o obradors, vinculats als paletes locals.
En el cas de les cases d'un cos i mig o de dos cossos, la composició de la façana esdevé simètrica respecte de l'eix de simetria que assenyala el portal i el balcó principal, mentre que en la resta de la composició i elements, es manifesta el mateix joc de proporcions i elements ornamentals que s'ha descrit per a les cases d'un cos.